# Claraeola melanostola
Claraeola melanostola – gatunek muchówki z podrzędu krótkoczułkich i rodziny Pipunculidae.
Gatunek ten opisany został w 1897 roku przez Johanna Beckera jako Pipunculus melanostola.
Muchówka o ciele długości 4 mm. Głowa jej ma biało opylone twarz i czoło. Czułki są czarne z szaro opylonym trzecim członem. Czarnobrunatny tułów ma matowe śródplecze i trochę błyszczącą tarczkę. Skrzydła są silnie przydymione. Ubarwienie łuseczek tułowiowych jest brudnobiałe, a przezmianek czarnobrunatne. Odnóża ubarwione są w całości czarno. Matowoczarne tergity odwłoka mają szaro opylone boki i szarobrunatne przepaski na tylnych brzegach.
Owad europejski, znany z Wielkiej Brytanii, Szwecji, Belgii, Holandii, Niemiec, Austrii, Danii, Polski, Czech, Słowacji, Węgier, Łotwy, Litwy i Włoch. Owady dorosłe są aktywne od czerwca do sierpnia.